# Список карстовых воронок
Ниже представлен список наиболее известных карстовых воронок, «голубых дыр», сенотов и карстовых шахт. Такие геологические формации не являются редкостью и встречаются по всему миру.

## Австралия
| Название         | Местонахождение                                               | Фото | Комментарии, ссылки  |
| ---------------- | ------------------------------------------------------------- | ---- | -------------------- |
| Пруды Юэнс       | Поселение Эйт-Майл-Крик, Известняковый Берег, Южная Австралия |      | Цепь из трёх прудов. |
| Озеро Литтл-Блю  | Поселение Маунт-Шэнк, Известняковый Берег, Южная Австралия    |      |                      |
| Пруды Пикканинни | Известняковый Берег, Южная Австралия                          |      |                      |
| Намби-Намби      | Северная Территория                                           |      |                      |

## Бразилия
| Название           | Местонахождение                                         | Фото | Комментарии, ссылки                          |
| ------------------ | ------------------------------------------------------- | ---- | -------------------------------------------- |
| Бурако-дас-Арарас  | Муниципалитет Формоза, штат Гояс                        |      | Одна из крупнейших карстовых воронок в мире. |
| Пещера Терра-Ронка | Парк Терра-Ронка, муниципалитет Сан-Домингус, штат Гояс |      |                                              |

## Германия
| Название                    | Местонахождение                                         | Фото | Комментарии, ссылки                       |
| --------------------------- | ------------------------------------------------------- | ---- | ----------------------------------------- |
| Булленкухле                 | Район Гифхорн, Нижняя Саксония                          |      | Является заболоченным озером.             |
| Дунайская карстовая воронка | Парк «Верхний Дунай», район Тутлинген, Баден-Вюртемберг |      | Является зарождающимся подземным потоком. |

## Италия
| Название            | Местонахождение                                                                  | Фото | Комментарии, ссылки                                                                                                |
| ------------------- | -------------------------------------------------------------------------------- | ---- | --- |
| Гурио-Ламанна       | Плато Мурге, коммуна Гравина-ин-Пулья, провинция Бари, Апулия                    |      | |
| Озеро Добердо       | Плато Карст, коммуна Добердо-дель-Лаго, провинция Гориция, Фриули-Венеция-Джулия |      | |
| Поццо-дель-Мерро    | Коммуна Сант-Анджело-Романо, провинция Рим, Лацио                                |      | Глубина воронки точно неизвестна, но более 392 м.                                                                  |
| Пуло-ди-Альтамура   | Плато Мурге, город Альтамура, провинция Бари, Апулия                             |      | Здесь долгое время отшельником жил Вильгельм Монтевергинский (1085—1142).                                          |
| Пуло-ди-Мольфетта   | Город Мольфетта, провинция Бари, Апулия                                          |      | |
| Пуличчио-ди-Гравина | Плато Мурге, город Альтамура, провинция Бари, Апулия                             |      | Имеет форму правильного овала с равномерными склонами со всех сторон. Глубина — 87 м., размеры — 530 на 360-400 м. |

## Китай
| Название      | Местонахождение           | Фото | Комментарии, ссылки |
| ------------- | ------------------------- | ---- | --- |
| Драконья Дыра | Парасельские острова      |      | Самая глубокая «голубая дыра» в мире — 301 м.                                                                                                  |
| Небесная Яма  | Уезд Фынцзе, город Чунцин |      | Глубочайшая карстовая воронка в мире (662 м). Размер — 626 на 537 м, объём — почти 120 млн м³. Ко дну воронки ведёт лестница с 2800 ступенями. |

## Мексика
| Название             | Местонахождение                                                                             | Фото | Комментарии, ссылки |
| -------------------- | ------------------------------------------------------------------------------------------- | ---- | --- |
| Пещера Ласточек      | Городок Акисмон, штат Сан-Луис-Потоси                                                       |      | Представляет собой расширяющийся книзу конусообразный (бутылкообразный) провал таких размеров, что внутри спокойно может разместиться небоскрёб Крайслер-билдинг. Несмотря на название, ласточки в пещере не живут. |
| Сенот Цибильчальтуна | Муниципалитет Мерида, штат Юкатан                                                           |      | |
| Сенот Ик-Киль        | Муниципалитет Тинум, штат Юкатан                                                            |      | |
| Священный сенот      | Чичен-Ица, штат Юкатан                                                                      |      | Доколумбовые майя в качестве приношения богу Чаку века́ми бросали в сенот драгоценности и топили в нём людей. |
| Сима-де-лас-Которрас | Биосферный резерват «Сельва Эль Окоте», муниципалитет Окосокоаутла-де-Эспиноса, штат Чьяпас |      | В переводе с испанского языка — «Пещера попугаев», так как в провале во множестве обитает вид мексиканская аратинга.                                                                                                |
| Дос-Охос             | Муниципалитет Тулум, штат Кинтана-Роо                                                       |      | Пещерная система. В переводе с испанского — «Два глаза». Известны 28 сенотов глубиной около 10 м. |
| Сак-Актун            | Муниципалитет Тулум, штат Кинтана-Роо                                                       |      | Пещерная система. В переводе с юкатекского языка — «Белая пещера». |
| Сакатон              | Муниципалитет Альдама, штат Тамаулипас                                                      |      | Глубина — 339 м. |

## Намибия
| Название        | Местонахождение                      | Фото | Комментарии, ссылки |
| --------------- | ------------------------------------ | ---- | --- |
| Озеро Гуинас    | Область Ошикото                      |      | Одно из всего двух непересыхающих естественных озёр страны. В озере обитает редкая рыба вида Tilapia guinasana. Находится на частной территории, поэтому свободный доступ к нему запрещён.                                                                                              |
| Озеро Отджикото | Область Ошикото, в 100 м от шоссе B1 |      | Одно из всего двух непересыхающих естественных озёр страны. Круглое озеро диаметром 102 м и глубиной 91 м. В переводе с гереро — «Глубокая дыра». В июне 1915 года немецкая шутцтруппе затопила в озере несколько пушек и другое вооружение, чтобы они не достались наступающему врагу. |

## Россия
| Название                                  | Местонахождение                                                                                   | Фото | Комментарии, ссылки                                                                           |
| ----------------------------------------- | ------------------------------------------------------------------------------------------------- | ---- | --------------------------------------------------------------------------------------------- |
| Провал                                    | Пятигорск (Ставропольский край)                                                                   |      |                                                                                               |
| Провалы в Березниках и Соликамске         | Верхнекамское месторождение калийно-магниевых солей, города Березники и Соликамск (Пермский край) |      | Зафиксировано 11 провалов с 1986 по 2018 год.                                                 |
| Белое озеро                               | Близ деревни Болотниково (Вачский район, Нижегородская область)                                   |      | Озеро диаметром 60 м и объёмом около 1 млн м³ в одну ночь в мае 2005 года исчезло под землёй. |
| Большой карстовый провал (Федотов провал) | Свердловская область, Нижнесергинский район, природный парк "Оленьи ручьи"                        |      | Грот на дне карстовой воронки глубиной 33 м                                                   |

## США
| Название           | Местонахождение                                                                       | Фото | Комментарии, ссылки |
| ------------------ | ------------------------------------------------------------------------------------- | ---- | --- |
| Луизианский провал | Приход Ассампшен, штат Луизиана                                                       |      | Образовался в результате обрушения подземного соляного купола. |
| Голубая дыра       | Деревня Касталия, округ Эри, штат Огайо                                               |      | Круглое озеро диаметром 23 м, глубиной 14 м и круглогодичной температурой 9°С (наводнения и засухи не оказывают влияния на глубину и температуру). Закрыто для публики с конца 1990-х годов. |
| Голубая дыра       | Округ Гуадалупе, штат Нью-Мексико                                                     |      | Артезианский колодец-сенот глубиной 24 м и круглогодичной температурой 17°С. |
| Бездонные Озёра    | Округ Чавес, штат Нью-Мексико                                                         |      | Парк штата, содержащий 9 карстовых озёр глубиной до 27 м. |
| Седар-Синк         | Национальный парк «Мамонтова пещера», округ Эдмонсон, штат Кентукки                   |      | Глубина — 91 м. |
| Девилс-Миллхоппер  | Геологический парк штата «Кузнечик дьявола», округ Алачуа, штат Флорида               |      | Глубина — 40 м. |
| Озеро Кингсли      | Регион Первый Берег, округ Клей, штат Флорида                                         |      | Глубина — 30 м. |
| Озеро Иола         | Парк Лейк-Иола, город Орландо округ Ориндж, штат Флорида                              |      | Глубина — 7 м. |
| Озеро Пенёр        | Приход Айбирия, штат Луизиана                                                         |      | Ныне — солоноватое озеро глубиной 60 м (возможно, до 396 м); до 1980 года, когда произошла техногенная катастрофа, являлось пресным озером глубиной 3 м.                                     |
| Пещера Марвел      | Парк развлечений «Город Серебряного Доллара», город Брансон, округ Стон, штат Миссури |      | Глубина — 152 м. |
| Колодец Монтесумы  | Заповедник «Замок Монтесумы», округ Явапай, штат Аризона                              |      | Круглый колодец диаметром 118 м содержит одинаковый объём родниковой воды в любую засуху. Здесь обитают редкие виды-эндемики, например, Pyrgulopsis montezumensis и Motobdella montezuma.    |

## Турция
| Название    | Местонахождение                         | Фото | Комментарии, ссылки                                                                                          |
| ----------- | --------------------------------------- | ---- | --- |
| Ахаят       | Район Силифке, ил Мерсин                |      | Размер — 100 на 150 м, глубина — 70 м.                                                                       |
| Рай и Ад    | Таврские горы, район Силифке, ил Мерсин |      | Две карстовые воронки. Рай: размер — 250 на 110 м, глубина — 70 м; Ад: размер — 70 на 50 м, глубина — 128 м. |
| ЭГМА        | Район Анамур, ил Мерсин                 |      | Глубочайшая пещера страны и 18-я по глубине в мире.                                                          |
| Канлыдиване | Киликия, район Эрдемли, ил Мерсин       |      | Древний город, расположенный вокруг карстовой воронки.                                                       |

## Хорватия
| Название      | Местонахождение                               | Фото | Комментарии, ссылки |
| ------------- | --------------------------------------------- | ---- | --- |
| Голубое озеро | Городок Имотски, жупания Сплитско-Далматинска |      | Глубина от края поверхности до дна озера — 220 м, глубина собственно озера сильно меняется в зависимости от внешних условий (от 114 м в 1914 году до полного пересыхания в конце засушливого лета). |
| Красное озеро | Городок Имотски, жупания Сплитско-Далматинска |      | Глубина от края поверхности до дна озера — 528 м, глубина собственно озера — 287 м, объём воронки — 25-30 млн м³. В озере обитает редкая рыба вида Delminichthys adspersus.                         |

## Чехия
| Название           | Местонахождение                                                                              | Фото | Комментарии, ссылки                                                                                       |
| ------------------ | -------------------------------------------------------------------------------------------- | ---- | --- |
| Границкая пропасть | Близ города Границе, район Пршеров, Оломоуцкий край                                          |      | Глубина от края поверхности до дна озера — 474 м, глубина собственно озера — 404 м (возможно, до 1200 м). |
| Мацоха             | Карстовый массив Моравский Карст, близ деревни Вилемовиче, район Бланско, Южноморавский край |      | В переводе с чешского — «Мачеха». Глубина — 139 м.                                                        |

## Прочие страны
- ЮАР. Боесмансгат[англ.]. Подводная пещера расположена в городке Даниэльскуил[англ.] (муниципалитет Кгателопеле[англ.], район Сиянда, Северо-Капская провинция). Глубина — 283 м. В 2021 году женщина-дайвер Карен Ван Ден Оевер установила рекорд погружения (на 236 м), внесённый в Книгу рекордов Гиннесса[5]. В 1994 году в пещере утонул дайвер Деон Дрейер; десять лет спустя, в попытке поднять его тело, утонул дайвер Дэвид Шоу[6].
- Литва. Биржайский региональный парк (Биржайский район, Паневежский уезд), содержащий множество карстовых воронок глубиной до 11 м.
- Египет. Голубая дыра (Красное море). Глубина — ок. 100 м.
- Израиль  Государство Палестина  Иордания. Карстовые воронки Мёртвого моря. Вызваны обмелением озера (примерно на метр в год по данным 2011 года)[7].
- Багамские Острова. Голубая дыра Дина (остров Лонг-Айленд[англ.], Багамские Острова). Вторая по глубине голубая дыра на планете (202 м).
- Белиз. Большая голубая дыра (атолл Лайтхаус-Риф[англ.], Белизский Барьерный риф). Диаметр — 318 м, глубина — 124 м.
- Новая Зеландия. Пещерная система Харвудс-Хоул[англ.] (регион Тасман острова Южный, национальный парк «Абель-Тасман», залив Золотая Бухта). Вертикальная шахта глубиной 357 м.
- Испания. Пляж Гульпиюри[исп.] (муниципалитет Льянес, район Орьенте, провинция Астурия). Самый маленький пляж в мире[8].

## Карстовые воронки XXI века
- 1986—2018 годы. Провалы в Березниках и Соликамске (города Березники и Соликамск, Пермский край, Россия). За указанный период зафиксировано 11 провалов.
- 2007 год. Провал в Гватемале[англ.] (Гватемала). 100-метровая воронка образовалась из-за разрыва канализационных труб. Пять человек погибли, более тысячи были эвакуированы[9].
- 2010 год. Провал в Гватемале[англ.] (Гватемала). 90-метровая воронка поглотила трёхэтажный завод. Причины: тропический шторм Агата, извержение вулкана Пакая и утечка из канализационных труб[10].
- 2012 год. Луизианский провал (приход Ассампшен, штат Луизиана, США).